# هنتر كاربنتر
هنتر كاربنتر (بالإنجليزية: Hunter Carpenter)‏ هو لاعب كرة قدم أمريكية أمريكي، ولد في 23 يونيو 1883 في مقاطعة لويزا في الولايات المتحدة، وتوفي في 24 فبراير 1953 في ميدلتاون في الولايات المتحدة.